# Kunčice (Ostrava)

Znak ostravské místní části Kunčice

Kunčice nad Ostravicí jsou bývalá obec ležící na území Ostravy. V současné době jsou katastrálním územím a evidenční částí města Ostravy, spadající do městského obvodu Slezská Ostrava.

## Název
Místní název byl původně pojmenováním obyvatel vsi, na počátku znělo Kunčici, jeho základem bylo osobní jméno Kunek, Kunec nebo Kunče (ve starší podobě Kunča), což byly domácké podoby jména Kunrát. Význam obyvatelského jména byl "Kunkovi/Kuncovi/Kunčovi lidé". Německé jméno (v nejstarším dokladu z roku 1305 Kunzindorf (zapsáno Cuncindorf), v novověku Kunzendorf) vzniklo z českého. Od třetí čtvrtiny 18. do konce 19. století se připojoval přívlastek Velké (německy Groß) na odlišení od sousedních Malých Kunčic (Kunčiček). V roce 1924 bylo stanoveno úřední jméno Kunčice nad Ostravicí, což je dnes jméno příslušného katastrálního území.

## Historie
První písemná zmínka pochází z roku 1305 ze soupisu desátků vratislavského biskupství (Cuncindorf). Zajímavá je informace z roku 1508 o prodeji Kunčic Janu Sedlnickému z Heraltic, kde je ves označena jako „Velký Kunčice“, zatímco sousedící Kunčičky byly pojmenovány jako „Malý Kunčice“. Až do 15. století drželi ves těšínští vévodové. Obec poměrně často měnila své majitele. Za zmínku stojí Eva Čelovna z Čechovic, která na počátku 17. století nechala vybudovat na místě původní tvrze renesanční zámek. Ten však v lednu 1999 vyhořel.
Původně byla ves ryze zemědělská. Ačkoliv počátkem 20. století převážná část obyvatel pracovala v blízkých železárnách a dolech, zachovala si obec převážně zemědělský ráz. Ten vzal definitivně zasvé v 50. letech 20. století, kdy zde započala výstavba Nové huti. Obec byla během druhé světové války osvobozena Rudou armádou dne 1. května 1945.
Ačkoliv se místní kostel připomíná již v roce 1447, v žádné z později datovaných listin se nenachází. Původně patřily Kunčice pod vratimovskou farnost (až na období 1654–1784, kdy spadaly pod Polskou Ostravu). Vlastní školu obec zřídila v roce 1884. Do roku 1908 se Kunčice převážně označovaly jako Velké Kunčice, po tomto roce už výhradně jako Kunčice nad Ostravicí.
V obecní pečeti se nacházelo písmeno K se dvěma ratolestmi, nad kterým byla koruna. V roce 1870 používala obec razítko s božským okem a písmeny MK. Od 19. století byl na razítku Jan Nepomucký a od roku 1920 pouze slezská orlice.
K Moravské Ostravě byly Kunčice připojeny 1. července 1941.

## Další části Slezské Ostravy
- Antošovice
- Heřmanice
- Hrušov
- Koblov
- Kunčičky
- Muglinov
- Slezská Ostrava